# Branigan (album)
Pour les articles homonymes, voir Branigan.
Albums de Laura Branigan
Branigan 2
(1983)
Singles
1. All Night With Me / I Wish We Could Be Alone
Sortie : Mars 1982
2. Gloria / Living a Lie
Sortie : Mai 1982 (pressage américain)
3. Gloria /  I Wish We Could Be Alone
Sortie : 20 août 1982 (pressage britannique)

Branigan est le premier album studio de la chanteuse américaine Laura Branigan, sorti le 8 mars 1982 chez Atlantic Records. Il contient la reprise en langue anglaise de la chanson Gloria d'Umberto Tozzi, qui connaîtra un énorme succès en single.

## Liste des titres
| 1. | All Night with Me | Chris Montan                                        | 3:52 |
| 2. | Gloria            | - Umberto Tozzi - Giancarlo Bigazzi - Trevor Veitch | 4:50 |
| 3. | Lovin' You Baby   | - Adrian John Loveridge - John Wonderling           | 4:34 |
| 4. | Living a Lie      | - Dick St. Nicklaus - Sue Neal                      | 3:41 |

| 5. | If You Loved Me          | - Diane Warren - The Doctor               | 3:15 |
| 6. | Please Stay, Go Away     | - Loveridge - Wonderling                  | 3:33 |
| 7. | I Wish We Could Be Alone | Laura Branigan                            | 3:18 |
| 8. | Down Like a Rock         | Randy VanWarmer                           | 3:34 |
| 9. | Maybe I Love You         | - Veitch - Greg Mathieson - Alan Sorrenti | 3:31 |

## Classements et certifications
| Classement (1982-83)          | Meilleure place |
| ----------------------------- | --------------- |
| États-Unis (Billboard 200)    | 32              |
| Australie (Kent Music Report) | 50              |
| Canada (Canadian Albums)      | 23              |

| Région                                                                  | Certification | Ventes/Streams |
| ----------------------------------------------------------------------- | ------------- | -------------- |
| Canada (Music Canada)                                                   | Or            | 50 000^        |
| États-Unis (RIAA)                                                       | Or            | 500 000^       |
| ^Mise en rayon selon la certification xNon précisé par la certification |               |                |